# 탕추리지
탕추리지(중국어 간체자: 糖醋里脊, 정체자: 糖醋裡脊, 병음: tángcù lǐjǐ)는 돼지고기 안심을 새콤달콤한 탕추 소스에 볶아 내는 중국 요리이다. 산둥식 탕추리지는 한국식 중국 음식인 탕수육의 원형이 되는 음식이다.

## 같이 보기
- 구로육
- 궈바오러우
- 탕수육
- 탕추파이구